# شیروان‌محله
شیروان محله، روستایی است از توابع بخش خرم‌آباد شهرستان تنکابن در استان مازندران ایران.این روستا با اقلیمی معتدل و مرطوب و با ارتفاع ۲۷۰ متر از سطح دریا روستایی منفرد و جلگه‌ای می‌باشد که فاصله‌ای حدود ۵ کیلومتر از شهر تنکابن دارد. این روستا ضمن اینکه دارای اراضی کشاورزی مستعد و خوبی می‌باشد ولی کمبود خدمات در آن مشهود بوده و بیشتر خدمات خود را از شهر دریافت می‌کند.

## جمعیت
این روستا در دهستان بلده قرار دارد و براساس سرشماری مرکز آمار ایران در سال ۱۳۸۵، جمعیت آن ۲۵۰ نفر (۷۲خانوار) بوده‌است.که که روستایی مهاجرفرست محسوب می‌گردد

## اشخاص
از شخصیت‌های برجسته این روستا می‌توان آیت‌الله میرزا رضای فاضل روحانی و برادرش شیخ جعفر واعظ روحانی را نام برد.
امين نصراله زاده، ملي پوش تيم فوتسال ايران از اهالي اين روستا مي باشد.